# Oststeinbek
Oststeinbek (bas-allemand : Ooststeenbeek) est une commune allemande située dans le Land de Schleswig-Holstein. Elle fait partie de l'arrondissement de Stormarn.

## Géographie
Oststeinbek est au sud de l'arrondissement et à l'est de Hambourg.

Situation de la commune dans l'arrondissement

## Quartiers
Oststeinbek et Havighorst.

## Jumelages
- Caddington (Royaume-Uni) depuis 1980
- Neustadt-Glewe (Allemagne) depuis le 13 janvier 1991
- Ellar (Allemagne) (amitié entre Oststeinbek et un quartier de la commune de Waldbrunn (Westerwald))[1]